# Martin Vath

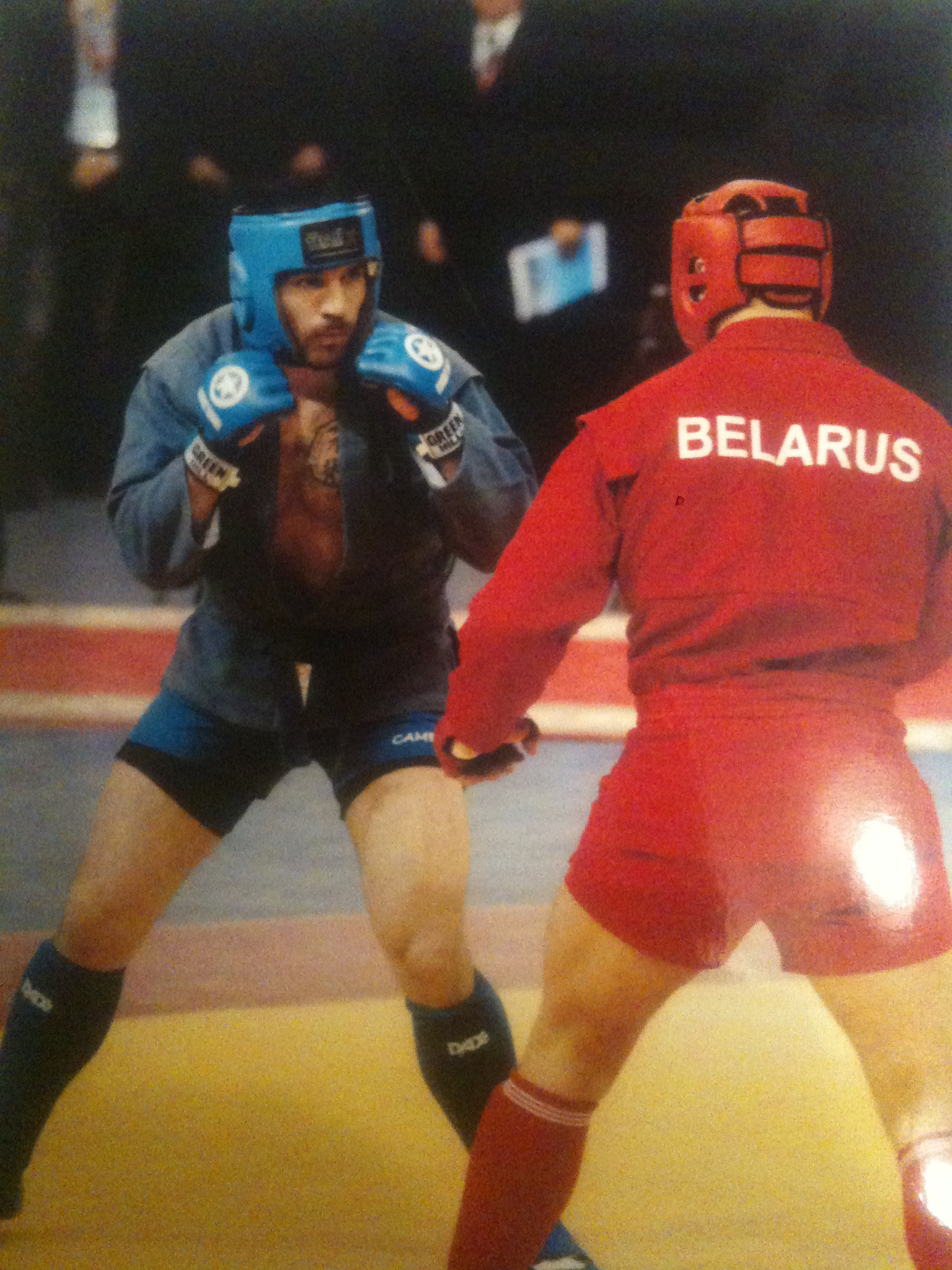
Martin Vath (links) bei der Sambo Weltmeisterschaft in Minsk, 2012

Martin Vath (* 17. Juli 1978 in Tauberbischofsheim) ist ein ehemaliger deutscher MMA- und Combat-Sambo-Kämpfer. Heute ist er neben seiner Trainertätigkeit, vor allem in der Gewaltprävention und Kinderselbstverteidigung tätig.

## Leben
Martin Vath begann seine Kampfsportlaufbahn im Judoverein des TSV Tauberbischofsheim. Später folgten Kick- und Thaiboxen, bevor er sich ab 2005 dem Mixed Martial Arts (MMA) und Luta Livre zuwandte. Ab 2006 trainierte er bei Mario Stapel in Aßlar und lernte dort unter anderem Daniel Weichel kennen. Ab 2012 war er regelmäßig im MMA Spirit Frankfurt aktiv. Ergänzend absolvierte er mehrfach Trainingsaufenthalte in Phuket (Thailand), mit Schwerpunkt auf MMA und Grappling.
Er ist Gründer und Inhaber von ALPHA Sports MMA, einer Kampfsport- und Selbstverteidigungsschule mit Standorten in Grünsfeld und Wertheim. Vath engagiert sich seit vielen Jahren in der Gewaltprävention und betreibt mit „Die Mutigmacher“ ein eigenes pädagogisches Konzept zur Stärkung von Kindern und Jugendlichen.

## Karriere
Im Jahr 2010 war er in der Ground-and-Pound-Rangliste auf Platz 3 im Light-Heavyweight gelistet. 2010 bis 2014 war Martin Vath aktiver Wettkämpfer im MMA Spirit Frankfurt. Im Jahr 2012 war er Teilnehmer für die deutsche Nationalmannschaft bei der Sambo Europameisterschaft in Moskau. Bei der Weltmeisterschaft im belarussischen Minsk 2012 belegte er den 7. Platz unter 12 Teilnehmern in seiner Klasse.
2012 wurde er mit dem 2. Dan im Kickboxen der WKA graduiert.
2013 gewann er mit seinem Team MMA SPIRIT Frankfurt, die deutsche Vizemeisterschaft der DGL. 2015 wurde er Deutscher Meister im Sambo in Hockenheim. 2018 war er Champion in der Experten Klasse der German Open der ADCC in Magdeburg.
Im Jahr 2021 erhielt er den Schwarzgurt im Brazilian Jiu-Jitsu (Stefan Breiksch) und Luta Livre (Peter Angerer). 2024 wurde er Schwarzgurt im SHOOTO unter Peter Angerer. 2024 wurde er unter Stefan Breiksch zum 1.Dan im Brazilian Jiu-Jitsu graduiert.